# Melnîcine, Pervomaiske
Melnîcine (în ucraineană Мельничне) este un sat în comuna Ostrovske din raionul Pervomaiske, Republica Autonomă Crimeea, Ucraina.

## Demografie
Componența lingvistică a localității Melnîcine
     Ucraineană (50,38%)
     Rusă (34,53%)
     Tătară crimeeană (14,07%)
     Alte limbi (0,51%)
Conform recensământului din 2001, majoritatea populației localității Melnîcine era vorbitoare de ucraineană (50,38%), existând în minoritate și vorbitori de rusă (34,53%) și tătară crimeeană (14,07%).